# LNFA 2010
La LNFA 2010 fue la edición número XVI de la Liga Nacional de Fútbol Americano, y se celebró en 2010.
Valencia Firebats alcanzó la final por quinto año consecutivo, pero perdió ante L'Hospitalet Pioners en Argentona. 
En la temporada 2010 la liga se amplió a 15 equipos, dividiéndose en tres conferencias de 5 equipos cada una. En la conferencia española se incluyeron los 5 primeros clasificados de la temporada 2009, mientras que en la conferencia nacional se integraron Búfals, Camioneros y Lions junto a los recién llegados Sueca Ricers y Marbella Sharks, y en la conferencia hispánica lo hicieron Black Demons y Linces junto a los incorporados Santurce Coyotes, Valencia Giants y Zaragoza Hurricanes.   
Al término de la temporada regular, los dos primeros clasificados de la Conferencia Española accedieron directamente a las semifinales por el título, enfrentándose a los vencedores de las eliminatorias entre wild cards (tercero y cuarto de la Conferencia Española contra los campeones de las Conferencias Nacional e Hispánica). 
| Conferencia Española |                      |         |          |           |            |              |             |                                    |
| Puesto               | Equipo               | Ganados | Perdidos | Empatados | P. a favor | P. en contra | Dif. puntos |                                    |
| 1                    | L'Hospitalet Pioners | 7       | 1        | 0         | 264        | 94           | +170        | Playoffs por el título/Semifinales |
| 2                    | Badalona Dracs       | 6       | 2        | 0         | 301        | 117          | +184        | Playoffs por el título/Semifinales |
| 3                    | Valencia Firebats    | 5       | 3        | 0         | 206        | 123          | +83         | Playoffs por el título/Wildcard    |
| 4                    | Rivas Osos           | 2       | 6        | 0         | 147        | 274          | -127        | Playoffs por el título/Wildcard    |
| 5                    | Gijón Mariners       | 0       | 8        | 0         | 29         | 339          | -310        |                                    |

| Conferencia Nacional |                    |         |          |           |            |              |             |                                 |
| Puesto               | Equipo             | Ganados | Perdidos | Empatados | P. a favor | P. en contra | Dif. puntos |                                 |
| 1                    | Barcelona Búfals   | 8       | 0        | 0         | 232        | 42           | +190        | Playoffs por el título/Wildcard |
| 2                    | Sueca Ricers       | 4       | 4        | 0         | 99         | 115          | -16         |                                 |
| 3                    | Marbella Sharks    | 3       | 4        | 1         | 114        | 95           | +19         |                                 |
| 4                    | Coslada Camioneros | 3       | 5        | 0         | 95         | 195          | -100        |                                 |
| 5                    | Granada Lions      | 1       | 6        | 1         | 74         | 167          | -93         |                                 |

| Conferencia Hispánica |                        |         |          |           |            |              |             |                                 |
| Puesto                | Equipo                 | Ganados | Perdidos | Empatados | P. a favor | P. en contra | Dif. puntos |                                 |
| 1                     | Las Rozas Black Demons | 6       | 1        | 1         | 283        | 95           | +188        | Playoffs por el título/Wildcard |
| 2                     | Valencia Giants        | 6       | 2        | 0         | 164        | 88           | +76         |                                 |
| 3                     | Santurce Coyotes       | 4       | 4        | 0         | 65         | 141          | -76         |                                 |
| 4                     | Zaragoza Hurricanes    | 3       | 4        | 1         | 90         | 127          | -37         |                                 |
| 5                     | Sevilla Linces         | 0       | 8        | 0         | 26         | 177          | -151        |                                 |

## Play-offs
|  | Cuartos de final (22-05-2010) | Cuartos de final (22-05-2010) | Cuartos de final (22-05-2010) |                      |            | Semifinales (30-05-2010) | Semifinales (30-05-2010) | Semifinales (30-05-2010) |    |  | Final (13-06-2010) | Final (13-06-2010) | Final (13-06-2010) |  |
|  |                               |                               |                               |                      |            |                          |                          |                          |    |  |                    |                    |                    |  |
|  |                               |                               |                               |                      |            |                          |                          |                          |    |  |                    |                    |                    |  |
|  | Rivas Osos                    | Rivas Osos                    | 9                             |                      |            |                          |                          |                          |    |  |                    |                    |                    |  |
|  | Rivas Osos                    | Rivas Osos                    | 9                             |                      |            |                          |                          |                          |    |  |                    |                    |                    |  |
|  | Barcelona Búfals              | Barcelona Búfals              | 6                             |                      |            |                          |                          |                          |    |  |                    |                    |                    |  |
|  | Barcelona Búfals              | Barcelona Búfals              | 6                             |                      | Rivas Osos | Rivas Osos               | 0                        |                          |    |  |                    |                    |                    |  |
|  |                               |                               |                               |                      | Rivas Osos | Rivas Osos               | 0                        |                          |    |  |                    |                    |                    |  |
|  |                               |                               | L'Hospitalet Pioners          | L'Hospitalet Pioners | 69         |                          |                          |                          |    |  |                    |                    |                    |  |
|  | -                             |                               | L'Hospitalet Pioners          | L'Hospitalet Pioners | 69         |                          |                          |                          |    |  |                    |                    |                    |  |
|  |                               |                               |                               |                      |            |                          |                          |                          |    |  |                    |                    |                    |  |
|  | -                             |                               |                               |                      |            |                          |                          |                          |    |  |                    |                    |                    |  |
|  |                               |                               |                               |                      |            |                          | L'Hospitalet Pioners     | L'Hospitalet Pioners     | 36 |  |                    |                    |                    |  |
|  |                               |                               |                               |                      |            |                          |                          |                          | 36 |  |                    |                    |                    |  |
|  |                               |                               | Valencia Firebats             | Valencia Firebats    | 0          |                          |                          |                          |    |  |                    |                    |                    |  |
|  | -                             |                               | Valencia Firebats             | Valencia Firebats    | 0          |                          |                          |                          |    |  |                    |                    |                    |  |
|  |                               |                               |                               |                      |            |                          |                          |                          |    |  |                    |                    |                    |  |
|  | -                             |                               |                               |                      |            |                          |                          |                          |    |  |                    |                    |                    |  |
|  |                               | Badalona Dracs                | Badalona Dracs                | 21                   |            |                          |                          |                          |    |  |                    |                    |                    |  |
|  |                               |                               |                               | 21                   |            |                          |                          |                          |    |  |                    |                    |                    |  |
|  |                               |                               | Valencia Firebats             | Valencia Firebats    | 27         |                          |                          |                          |    |  |                    |                    |                    |  |
|  | Las Rozas Black Demons        | Las Rozas Black Demons        | Valencia Firebats             | Valencia Firebats    | 27         | 20                       |                          |                          |    |  |                    |                    |                    |  |
|  | Las Rozas Black Demons        | Las Rozas Black Demons        |                               |                      |            |                          |                          |                          |    |  |                    |                    |                    |  |
|  | Valencia Firebats             | Valencia Firebats             | 27                            |                      |            |                          |                          |                          |    |  |                    |                    |                    |  |
|  | Valencia Firebats             | Valencia Firebats             | 27                            |                      |            |                          |                          |                          |    |  |                    |                    |                    |  |
|  |                               |                               |                               |                      |            |                          |                          |                          |    |  |                    |                    |                    |  |

## Datos de la final
| Fecha                       | Campeón              | Subcampeón        | Resultado | Estadio                        |
| --------------------------- | -------------------- | ----------------- | --------- | ------------------------------ |
| 13 de junio de 2010 (14.00) | L'Hospitalet Pioners | Valencia Firebats | 36-0      | Estadio Municipal de Argentona |